# Ḩoseynābād-e Kangareh
Ḩoseynābād-e Kangareh (persiska: حسین آباد کنگره) är en ort i Iran.   Den ligger i provinsen Kurdistan, i den nordvästra delen av landet, 400 km väster om huvudstaden Teheran. Ḩoseynābād-e Kangareh ligger 2 181 meter över havet och antalet invånare är 101.
Terrängen runt Ḩoseynābād-e Kangareh är kuperad. Runt Ḩoseynābād-e Kangareh är det ganska tätbefolkat, med 72 invånare per kvadratkilometer. Närmaste större samhälle är Jāmeh Shūrān, 5,8 km öster om Ḩoseynābād-e Kangareh. Trakten runt Ḩoseynābād-e Kangareh består i huvudsak av gräsmarker.